# Mordāb (ort i Iran)
Mordāb (persiska: مرداب) är en ort i Iran.   Den ligger i provinsen Mazandaran, i den norra delen av landet, 110 km nordost om huvudstaden Teheran. Mordāb ligger 52 meter över havet och antalet invånare är 469.
Terrängen runt Mordāb är platt åt nordost, men åt sydväst är den kuperad. Terrängen runt Mordāb sluttar norrut. Runt Mordāb är det ganska glesbefolkat, med 39 invånare per kvadratkilometer. Närmaste större samhälle är Nūr, 9,7 km nordväst om Mordāb. I omgivningarna runt Mordāb växer i huvudsak blandskog.